# Glossina palpalis
Glossina palpalis är en tvåvingeart som först beskrevs av Jean-Baptiste Robineau-Desvoidy 1830.  Glossina palpalis ingår i släktet tsetseflugor, och familjen Glossinidae.